# Winkelmann
Winkelmann ist ein deutscher Familienname.

## Herkunft und Bedeutung
Winkelmann ist eine Schreibvariante des Namens Winkler.

## Namensträger
- Adolf Winkelmann (Stenograf) (1833–1856), deutscher Stenograf
- Adolf Winkelmann (Physiker) (1848–1910), deutscher Physiker
- Adolf Winkelmann (Politiker) (1875–1951), preußischer Landrat des Kreises Büren
- Adolf Winkelmann (Mediziner) (1887–1947), deutscher Arzt und SS-Hauptsturmführer
- Adolf Winkelmann (Regisseur) (* 1946), deutscher Filmregisseur und -produzent
- Adolph Winkelmann (1813–1883), deutscher Jurist, Kreisgerichtsrat, Reichstagsabgeordneter
- Andreas Winkelmann (* 1968), deutscher Schriftsteller und Thrillerautor
- Augustinus Winkelmann (1881–1954), deutscher Priester
- Bianca Winkelmann (* 1967), deutsche Politikerin (CDU), MdL
- Carl Winkelmann (1865–1924), deutscher Gewerkschaftsfunktionär und Politiker (SPD)
- Caroline Hamann-Winkelmann (* 1971), deutsche Journalistin und Fernsehmoderatorin
- Christian Hermann Winkelmann (1883–1946), US-amerikanischer Geistlicher, Bischof von Wichita
- Christian Ludewig Theodor Winkelmann (auch Winckelmann; 1812–1875), deutscher Klavierfabrikant
- Coco Winkelmann (* 1978), deutsche Kinderdarstellerin
- Eduard Winkelmann (1838–1896), deutscher Historiker
- Egon Winkelmann (1928–2015), deutscher Diplomat und Politiker (SED)
- Emilie Winkelmann (1875–1951), deutsche Architektin
- Ernst Winkelmann (1931–2005), deutscher Mediziner
- Fabian Winkelmann (* 1980), deutscher Filmproduzent
- Fred Winkelmann (* 1937), deutscher Fußballspieler
- Friedhelm Winkelmann (1929–2025), deutscher Theologe und Kirchenhistoriker
- Friedrich Winkelmann (1852–1934), deutscher Gutsbesitzer, Politiker und Prähistoriker
- Friedrich Gustav Winkelmann (1795–1851), deutscher Kaufmann und Politiker
- Fritz Winkelmann (1909–1993), deutscher Politiker (DP)
- Hans Winkelmann (1881–1943), deutscher Sänger (Tenor) und Opernregisseur
- Hans-Hugo Winkelmann (1907–1995), deutscher Widerstandskämpfer und Polizeioffizier
- Helen Winkelmann (* 1962), neuseeländische Juristin; Präsidentin des Supreme Courts und damit die 13. Oberste Richterin Neuseelands
- Helmut Winkelmann (1941–2018), deutscher Schauspieler und Synchronsprecher
- Hermann Winkelmann (1847–1912), deutscher Sänger (Tenor)
- Horst Winkelmann (* 1940), deutscher Diplomat
- Ingo Winkelmann (1958–2020), deutscher Diplomat
- Johann Friedrich Winkelmann (1772–1821), deutscher Maler
- Jörg Winkelmann (* 1963), deutscher Mathematiker
- Josef Winkelmann (1896–1928), deutscher Ordensgeistlicher, Missionar und Märtyrer
- Juliane Winkelmann (* 1967), deutsche Neurologin und Humangenetikerin
- Jutta Winkelmann (1949–2017), deutsche Regisseurin und Autorin
- Kira Weidle-Winkelmann (* 1996), deutsche Skirennläuferin
- Kirsten Winkelmann (* 1969), deutsche Schriftstellerin
- Klaus Winkelmann (1939–2007), deutscher Fußballspieler
- Kurt Winkelmann (1932–1996), deutscher Theologe
- Lutz Winkelmann (* 1956), deutscher Politiker (CDU)
- Maria Margaretha Winkelmann (1670–1720), deutsche Astronomin, Geburtsname von Maria Margaretha Kirch
- Max Winkelmann (Unternehmer) (1862–1935), deutscher Industrieller
- Max Winkelmann (Politiker) (1875–1938), deutscher Polizist und Politiker
- Max Winkelmann (Ingenieurwissenschaftler) (1879–1946), deutscher Ingenieurwissenschaftler und Hochschullehrer
- Otto Winkelmann (SS-Mitglied) (1894–1977), deutscher General der Waffen-SS
- Otto Winkelmann (Medizinhistoriker) (1931–2014), deutscher Mediziner, Medizinhistoriker und Hochschullehrer
- Otto Winkelmann (Romanist) (* 1949), deutscher Sprachwissenschaftler und Hochschullehrer
- Ricarda Winkelmann (* 1985), deutsche Physikerin und Glaziologin
- Rita Winkelmann (* 1972), deutsche Schauspielerin
- Roy Winkelmann (1930–2011), US-amerikanischer Rennfahrer und -teambesitzer
- Stephan Winkelmann (* 1964), deutscher Manager
- Stephan August Winkelmann (1780–1806), deutscher Mediziner, Anatom, Anthropologe und Philosoph
- Susanne Czech-Winkelmann, deutsche Ökonomin
- Theodor Winkelmann (* 1945), deutscher Brigadegeneral
- Thomas Winkelmann (* 1959), deutscher Manager
- Thorsten Winkelmann (* 1981), deutscher Politikwissenschaftler
- Ulrich Winkelmann (* 1957), deutscher Lokalpolitiker, Bürgermeister von Sprockhövel
- Ulrike Winkelmann (* 1971), deutsche Journalistin
- Wilhelm Winkelmann (Gärtner) (1876–1931), deutscher Gärtner und Gartenbaudirektor
- Wilhelm Winkelmann (1904–1989), deutscher Bildhauer, siehe Werkstatt Winkelmann
- Wilhelm Winkelmann (1911–2002), deutscher Archäologe
- Willy Winkelmann (1890–1970), deutscher Politiker (CDU)
- Winfried Winkelmann (* 1943), Orthopäde in Münster und Hamburg
- Wolf F. Fischer-Winkelmann (1941–2009), deutscher Wirtschaftswissenschaftler